# Binjai (Medan)
Binjai is een bestuurslaag in het regentschap Medan van de provincie Noord-Sumatra, Indonesië. Binjai telt 44.192 inwoners (volkstelling 2010).